# Autotomie

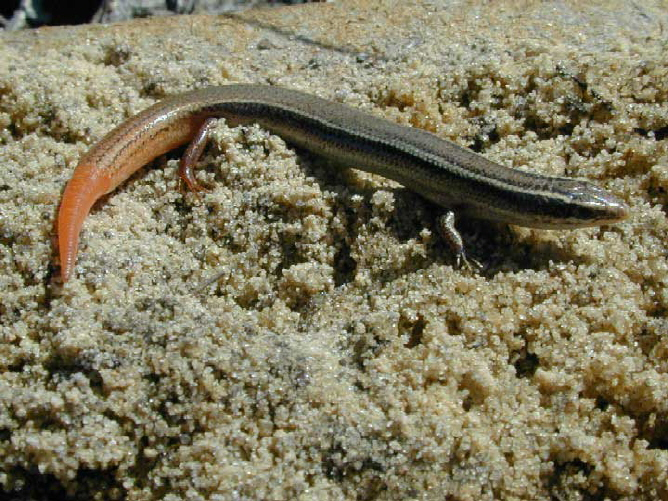
Sommige hagedissen hebben een oranje of blauwe staartpunt om de aandacht van vijanden af te leiden van de vitale organen.

Autotomie is het vermogen van sommige dieren lichaamsdelen af te werpen als ze worden aangevallen of vastgehouden.

## Hagedissen
Het komt bij reptielen voor bij de staart van de suborde hagedissen en bij de brughagedissen, die ondanks hun naam tot een heel andere orde behoren. Wie zo'n dier wil vangen, moet het dan ook nooit bij de staart pakken. Als de staart is afgeworpen, blijven de spieren en zenuwen nog enige tijd actief; de staart blijft kronkelen, waardoor de aanvaller wordt afgeleid en de hagedis kan ontsnappen. Na een paar dagen begint de stomp dicht te groeien, waarna er in enige weken een verkleinde staart gevormd wordt.
De staart is belangrijk voor de hagedis, dus het afwerpen is een belangrijk offer. Het lichaamsdeel dient als vetopslag, en is belangrijk bij de lichaamsbalans, bijvoorbeeld bij het klimmen, wat hagedissen veel doen. De nieuwe staart heeft meestal een donkere kleur en wordt nooit zo dik en lang als daarvoor, maar met de aangroei van de staart krijgt het dier althans iets terug van de verloren functie.

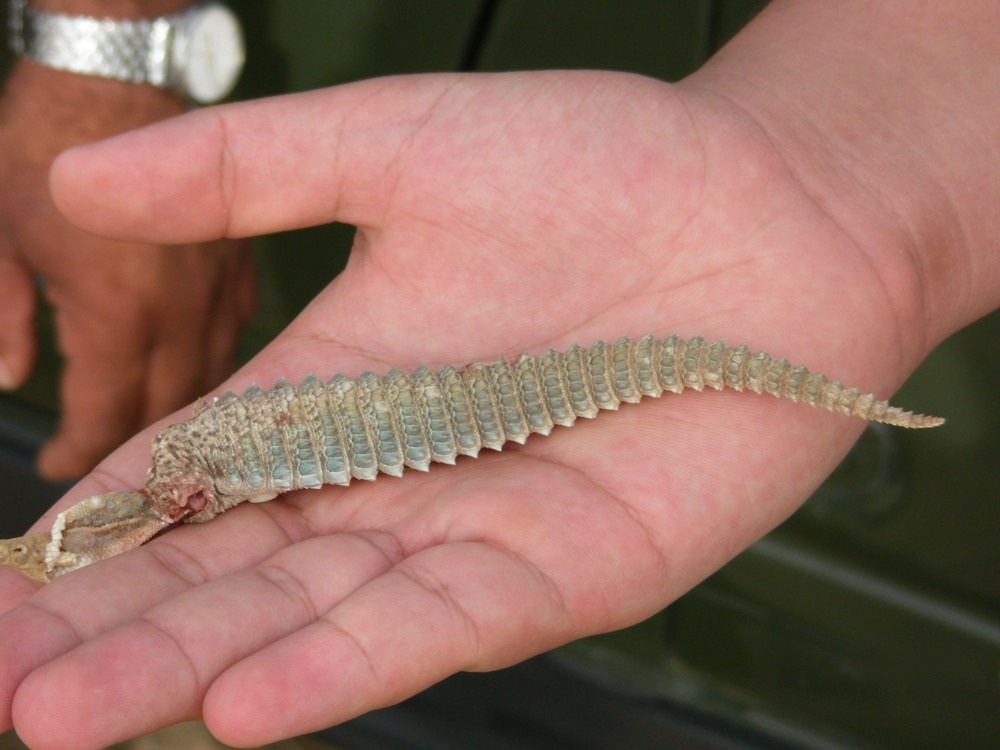
Staart van Uromastyx hardwickii.

Bij veel soorten breekt de staart op een vast punt: een niet-toevallige verzwakking van een van de staartwervels. Het dier zelf kan dus niet de staart afwerpen; het gebeurt als er voldoende aan getrokken wordt. Vaak ligt dit punt op ongeveer twee derde van de staartlengte, gezien vanaf de kop.

## Geleedpotigen
Kreeft- en spinachtigen kunnen poten of scharen afwerpen waarna deze weer aangroeien na een aantal vervellingen, dit laatste wordt regeneratie genoemd. Bij veel spinnen is er in de poten een duidelijk breukvlak voorzien tussen de coxa en de trochanter. Als de poot wordt vastgehouden of klem zit, kan het dier de autotomie in gang zetten door de coxa krachtig op te tillen. Bij verdoofde spinnen werkt dit niet, voor autotomie is het nodig dat de spin bij bewustzijn is - het is niet een puur passief proces.